# 斯波義信
斯波 義信（しば よしのぶ，1930年10月20日—），日本著名漢學家，中国史專家，特別是宋代商業史、華僑及華人的研究。

## 生平
1930年出生于東京都。1953年東京大学文学部東洋史学科畢業，1955年東大大学院人文科学研究科碩士課程完成，1962年取得文學博士。2003年成為日本学士院会員。2006年榮獲文化功勞者名銜。2017年榮獲文化勳章。2018年榮獲唐獎漢學奬，
知名弟子有青山學院大學教授青木敦。

## 著作列表
- 《宋代江南経済史の研究》　汲古書院，1988年
- 《宋代商業史研究》
  - 原著：風間書房，1989年
  - 中譯本：史學叢書系列4，莊景輝譯，稻禾出版社，1997年8月，ISBN 957-8571-37-2
- 《華僑》　岩波書店〈岩波新書〉，1995年
- 《中国都市史》　東京大学出版会〈東洋叢書〉，2002年

## 荣誉

### 日本勋章奖章
- 瑞宝重光章（2004年公布）
- 文化勋章（2017年11月3日公布[2]）